# تربینو
تربینو (به لاتین: Terebino) یک منطقهٔ مسکونی در روسیه است که در استان آرخانگلسک واقع شده‌است.